# Episodi di Call My Agent - Italia (prima stagione)
La prima stagione della serie televisiva Call My Agent - Italia, composta da 6 episodi, è andata in onda in prima visione TV dal 20 gennaio al 3 febbraio 2023 sul canale Sky Serie.
| nº | Titolo               | Prima TV        |
| -- | -------------------- | --------------- |
| 1  | Paola                | 20 gennaio 2023 |
| 2  | Paolo                | 20 gennaio 2023 |
| 3  | Pierfrancesco e Anna | 27 gennaio 2023 |
| 4  | Matilda              | 27 gennaio 2023 |
| 5  | Stefano              | 3 febbraio 2023 |
| 6  | Corrado              | 3 febbraio 2023 |

## Paola
- Diretto da: Luca Ribuoli
- Scritto da: Lisa Nur Sultan

### Trama
L'agente della CMA (Claudio Maiorana Agency) Gabriele Di Lillo cura gli interessi di Paola Cortellesi, la quale ha ricevuto un'allettante offerta per una grande produzione internazionale sugli etruschi. Paola deve interpretare la regina Tanaquil, mentre il quinto re di Roma viene interpretato da Brad Pitt. Mentre Paola Cortellesi rilascia un'intervista ufficiale a Vanity Fair, Gabriele viene informato che la produzione di Tuskia vuole una regina più giovane e che la parte verrà affidata a un'altra attrice. Nel frattempo, alla CMA viene assunta Camilla, la nuova assistente di Lea Martelli che porta un segreto con sé e che involontariamente rivela alla Cortellesi che non è più nei programmi della produzione di Tuskia. Grazie all'intervento di Vittorio Baronciani, la produzione manterrà l'impegno con Paola Cortellesi. 
- Guest star: Paola Cortellesi, Alberto Angela, Paolo Genovese.
- Altri interpreti: Federico Fazioli (Claudio Maiorana), Emma Lo Bianco (Sarah Taylor), Ilaria Martinelli (Marzia), Isabella Tabarini (giornalista di Vanity Fair).

## Paolo
- Diretto da: Luca Ribuoli
- Scritto da: Lisa Nur Sultan

### Trama
Il regista Paolo Sorrentino propone agli agenti della CMA di lavorare ad una nuova serie, The Lady Pope, con protagonista Ivana Spagna. Per il regista, stanco di essere sempre assecondato da tutti dopo la vittoria del premio Oscar, non è altro che un pesce d'aprile, ma gli agenti gli credono sul serio e iniziano a lavorarci sopra. A fine episodio, Sorrentino parla con Claudio Maiorana, il socio fondatore dell'agenzia, che ha lasciato per trasferirsi a Bali, che gli confessa che l'idea in realtà non è male. Ma Sorrentino è convinto che per lui «le serie TV sono morte». Alla fine della puntata Ivana Spagna, nel ruolo della Papessa, si affaccia sul balcone di San Pietro.
- Guest star: Paolo Sorrentino, Pif, Ivana Spagna.
- Altri interpreti: Massimo Cagnina (avvocato di Claudio), Livio Beshir (giornalista anteprima), Massimo Cagnina (avvocato di Claudio), Filippo De Carli (Davide Baronciani), Federico Fazioli (Claudio Maiorana), Bruno Ricci (Piagetti).

## Pierfrancesco e Anna
- Diretto da: Luca Ribuoli
- Scritto da: Lisa Nur Sultan

### Trama
Alla vigilia della cerimonia dei David di Donatello, Lea ha un problema con Pierfrancesco Favino, che deve firmare un contratto per una parte in cui deve interpretare Mario Draghi. Non riuscendo a contattarlo, Lea si intrufola in casa di Favino dove incontra Anna Ferzetti e le figlie, che sono esasperate perché Pierfrancesco vive, parla e si comporta come il comandante Ernesto Che Guevara. Preoccupata di non poter avere Favino alla cerimonia dei David di Donatello, Lea parla del problema con Elvira e Gabriele per trovare una soluzione. Nel frattempo, Camilla deve proteggere il suo segreto raccontando a Monica che lei è la figlia non riconosciuta di Joe Bastianich. Alla cerimonia dei David di Donatello, Vittorio riceve un'offerta di lavoro dall'agenzia concorrente di Guenda Neri.
- Guest star: Pierfrancesco Favino, Anna Ferzetti, Greta Favino, Lea Favino, Piera Detassis, Joe Bastianich, Federico Ielapi.
- Altri interpreti: Silvia Munguia (Jolanda).

## Matilda
- Diretto da: Luca Ribuoli
- Scritto da: Lisa Nur Sultan

### Trama
Prima di imbarcarsi su un aereo per Roma, l'attrice Matilda De Angelis fotografa al bar dell'aeroporto dei dolci e non sapendo quale comprare, pubblica sui social la foto seguito dall'hashtag La scelta di Sophie, celebre film sul tema dell'Olocausto che è valso l'Oscar come miglior attrice protagonista a Meryl Streep. Una volta atterrata a Roma, Matilda accende il telefono e la sua pagina social è completamente inondata da una tempesta di insulti da parte di utenti indignati tacciandola di insensibilità e superficialità. Il problema si ripercuote anche sul set del film che Matilda deve girare. Vittorio, l'agente di Matilda, da un lato cerca di arginare il danno d'immagine, ma è anche confrontato con un'offerta di lavoro da parte di Guenda Neri, società di agenti concorrente della CMA. L'agenzia è inoltre confrontata con un doppio problema: l'acquisizione da parte di un gruppo tedesco che però non garantisce un futuro ai quattro agenti e l'ispezione della Guardia di Finanza che riserverà una sorpresa per Lea. Quando Monica, l'assistente di Vittorio, scopre che quest'ultimo vuole lasciare la CMA per Guenda Neri, scoppia una lite tra i quattro agenti che non lascia presagire nulla di buono. 
- Guest star: Matilda De Angelis.
- Altri interpreti: Massimo Cagnina (avvocato di Claudio), Filippo De Carli (Davide Baronciani), Paola Giannetti (vecchietta negazionista), Barbara Giordani (casting director), Giampiero Mancini (regista set western), Giovanni Nasta (Giulio), Daniele Ribuoli (aiuto regista set western), Chiara Tomei (Sara).

## Stefano
- Diretto da: Luca Ribuoli
- Scritto da: Lisa Nur Sultan, Federico Baccomo

### Trama
Stefano Accorsi non si ferma mai e vuole prendere tutte le parti possibili perché lui ama davvero la nobile arte della recitazione. Il suo agente Gabriele cerca di dissuaderlo perché gli impegni sono troppi e la giornata dura 24 ore per tutti. Nasce poi un problema perché Stefano deve recitare due ruoli (un ispettore di polizia e il rocker Luciano Ligabue) tra Modena e Bologna. Non ci sarebbe problema in quanto la fiction svedese dell’ispettore di polizia si gira di giorno e quella su Ligabue in notturna. Ma all’ultimo momento la produzione svedese decide di girare anche in notturna e Gabriele avrà bisogno di Monica e Lea per risolvere il problema.
- Guest star: Stefano Accorsi, Dominique Besnehard.
- Altri interpreti: Filippo De Carli (Davide Baronciani), Douglas Dean (regista serie svedese), Martina Lelio (comparsa), Giampiero Mancini (regista set western), Giovanni Nasta (Giulio), Daniele Ribuoli (aiuto regista set western), Francesco Zenzola (assistente alla regia set svedese).

## Corrado
- Diretto da: Luca Ribuoli
- Scritto da: Lisa Nur Sultan

### Trama
Corrado Guzzanti da tempo non lavora ed Elvira gli propone vari programmi a cui prendere parte tra cui Pechino Express. Improvvisamente Luana Pericoli viene notata da Quentin Tarantino e il team del regista decide di produrle una serie tv. Incontrando Corrado Guzzanti in agenzia, Luana gli propone di interpretare tutti i ruoli maschili della sua serie ed Elvira fa di tutto per convincerlo ma lui non ne vuole sapere. Per questo motivo, Lea cerca di persuadere Luana ed evitare che prenda Corrado nel suo prossimo lavoro dove vestirà anche i panni di regista. La notizia però è finita su tutti i giornali e difficilmente si può rettificare. Alla fine, vediamo Corrado Guzzanti recitare a malincuore nella serie di Luana con quest'ultima che si rivela essere troppo esigente sia con lui che con le maestranze che lavorano alla realizzazione del progetto.
- Guest star: Corrado Guzzanti.
- Altri interpreti: Silvia D'Anastasio (giornalista intervista Luana), Filippo De Carli (Davide Baronciani), Riccardo Mosca (speaker radiofonico).